# گوینز
گوینِز (به انگلیسی: Gwynedd) (تلفظ ولزی: [ˈɡʊɨnɛð]; English: ‎/ˈɡwɪnɪð/‎) یکی از شهرستان‌های ولز است.

## خصوصیات
گوینز ۲٬۵۴۸ کیلومترمربع مساحت و ۱۲۱٬۹۰۰ نفر جمعیت دارد.